# Денежная реформа Елены Глинской

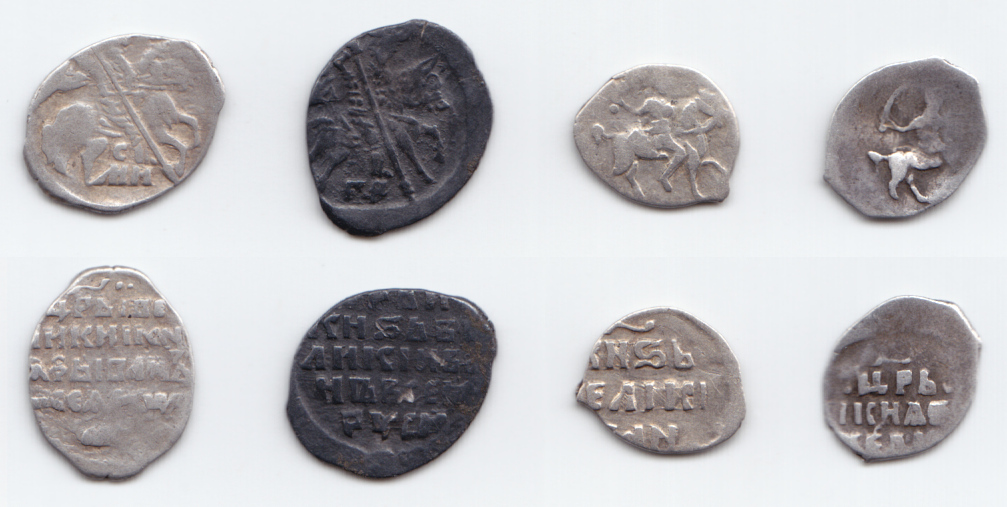
Послереформенные монеты Ивана Грозного. Слева направо: копейка (вес 0,62 г, Псков); копейка (0,66 г, Псков); деньга (0,33 г, Москва) и денга (0.31 г). Серебро.

Де́нежная рефо́рма Еле́ны Гли́нской (1535) — первая централизованная денежная реформа в России, проводившаяся по инициативе и под руководством Елены Глинской — вдовствующей великой княгини московской, регента при своём сыне, который войдет в историю как Иван Грозный.

## Предпосылки
Продолжая курс Ивана III на консолидацию русских земель, его сын Василий III присоединил к Русскому централизованному государству Псков (1510), Волоцкий удел (1513), Рязанское (ок. 1521) и Новгород-Северское (1522) княжества. Практически в каждом из них был свой монетный двор, чеканивший монету, вес и содержание которой определялись по усмотрению удельного князя.
Унификация денежной системы с сопутствующей ликвидацией монетной регалии уделов стали насущной необходимостью как ввиду быстро растущей торговли с Западом и Востоком (множественность весового содержания и номиналов монет создавали затруднения в расчётах и вели к потерям), так и потому, что монетный хаос благоприятствовал фальшивомонетчикам. Несмотря на периодические их казни, процветали обрезывание монет и подмесь.
Кроме того, активная внешняя политика Василия III требовала немалых расходов казны, государь подошёл к необходимости осуществить очередную «порчу монеты», то есть понизить её вес. «Состояние казны требовало вновь понизить содержание серебра, найдя равновесную точку между оттоком из страны чрезмерно качественной монеты и народным бунтом в ответ на резкое занижение содержания металла».
Преждевременная кончина Василия III буквально накануне денежной реформы (в декабре 1533 года, в возрасте 54 лет) переложила её проведение на вдову князя, Елену Глинскую, которой на тот момент ещё не было тридцати лет. Великая княгиня с успехом справилась и с этой задачей, и с рядом других реформ, пришедшихся на её кратковременное правление в роли регента при малолетнем Иване Грозном. Динамизм преобразований Елены Глинской подтверждает, что их концепция была сформулирована ещё при жизни Василия III, причём уже тогда сама правительница могла активно участвовать в разработке этих реформ в силу своего образования, семейного опыта и связей.

## Содержание реформы и её особенности
Указ о замене старых денег был оглашён в Москве в феврале 1535 года. По этому указу из весовой гривны (204,756 г) вместо 520 монет Государев монетный двор стал чеканить 600. Тем самым, масштаб «девальвации» составил 15,4 %. Вес новой монеты, названной словом «денга», составлял 0,34 г. Одновременно для поддержки мелких расчётов стали чеканить монету половинного веса (0,17 г), которая в обиходе называлась «полушка».
Несмотря на ликвидацию монетной регалии уделов, в новой системе были сохранены особенности, восходящие к временам Ивана III и обусловленные особой ролью Новгорода во внешней торговле. Чтобы не обременять купцов при крупных расчётах, там чеканили монеты удвоенного веса. (После присоединения Новгорода к Москве Иван III снизил вес московской монеты до 0,4 г, приравняв её к половине новгородской).
Вес новой новгородской монеты, согласно реформе 1535 года, составил соответственно 0,68 г. На новых новгородках был изображён всадник с копьём, и потому в обиходе их стали называть копейками. Новгородцы проявили заинтересованность в скорейшем переходе на новые монеты: к их чеканке там приступили раньше, чем в столице — уже через 4 месяца после выхода царского указа. Деньги московского чекана («московки»), по аналогии с новгородскими копейками, назывались «сабляницы» — на них изображался всадник с саблей.
Таким образом, внешнее и внутреннее обращение, при полном единстве в отношении стопы и металла, представляли собой две вложенные друг в друга подсистемы. Подтверждением того, что в основе внутреннего обращения была деньга, а не копейка, служит название номинала 0,17 г — «полушка», то есть половина деньги весом 0,34 г. В противном случае, если бы монету в 0,17 г соотносили с копейкой (0,68 г, или вчетверо больше), то она называлась бы не «полушка», а «четь». Реформа ликвидировала материальную основу традиционного деления русского денежного обращения на московское и новгородское; в деловых же документах следы этого деления сохранялись до конца XVII века. В своём словаре Ричард Джемс отразил эти перемены, записав, что название «новгородка» уступило место термину «копейка». В пояснении к термину «новгородская копейка» он записал:

В Новгороде была в древности чеканка монеты, тогда на ней было изображение всадника с саблей, а на некоторых с булавой, которую они называют «меч», и монета тогда называлась не копейка, а сабленица. Позже чеканка была перенесена в Москву, и по изображению копья уже называли копейкой, а другие монеты — деньги московки— Ричард Джемс. «Русско-английский словарь-дневник».
Вдвое более тяжёлая денга, привязанная к новгородской подсистеме, ориентированной на внешнюю торговлю и крупные расчёты, как и поныне, была связана кратным десятичным соотношением с рублём. 100 новгородок составляли 1 рубль, который делился на две полтины или 10 гривен. Таким образом, Царство Русское стало первой страной, деньги которой были поставлены на основу десятичной системы счёта.

## Значение реформы
Проведение денежной реформы при Елене Глинской имело важнейшее значение для дальнейшего развития Русского царства. В результате этого преобразования была создана единая система денежного обращения Русского государства, на протяжении последующих веков перетерпевшая различные изменения, но в целом сохранявшая единство и устойчивость. Это стало объективным положительным фактором политического и экономического развития Русского государства. В результате реформы был сделан решающий шаг в направлении окончательной унификации денежной системы единого русского государства. Сохранив локальную особенность чекана, Новгород дал названия ныне действующим денежным единицам России (копейка и рубль). Денежная реформа упрочила основы развития внутренней торговли и финансовой системы России, что было особенно актуально в середине XVI века.
Благодаря реформе Елены Глинской, русская денежная система достигла нового качественного экономического и технического уровня (обеспечение и выполнение чеканки монет). Это также имело огромное значение для активизации русской внешней торговли.